# Centrodora scolypopae
Centrodora scolypopae är en stekelart som beskrevs av Valentine 1966. Centrodora scolypopae ingår i släktet Centrodora och familjen växtlussteklar. Inga underarter finns listade.